# Cyclanthera brachystachya
Cyclanthera é uma espécie, nativa da América do Sul, botânico pertencente à gênero Cyclanthera.